# 飛島

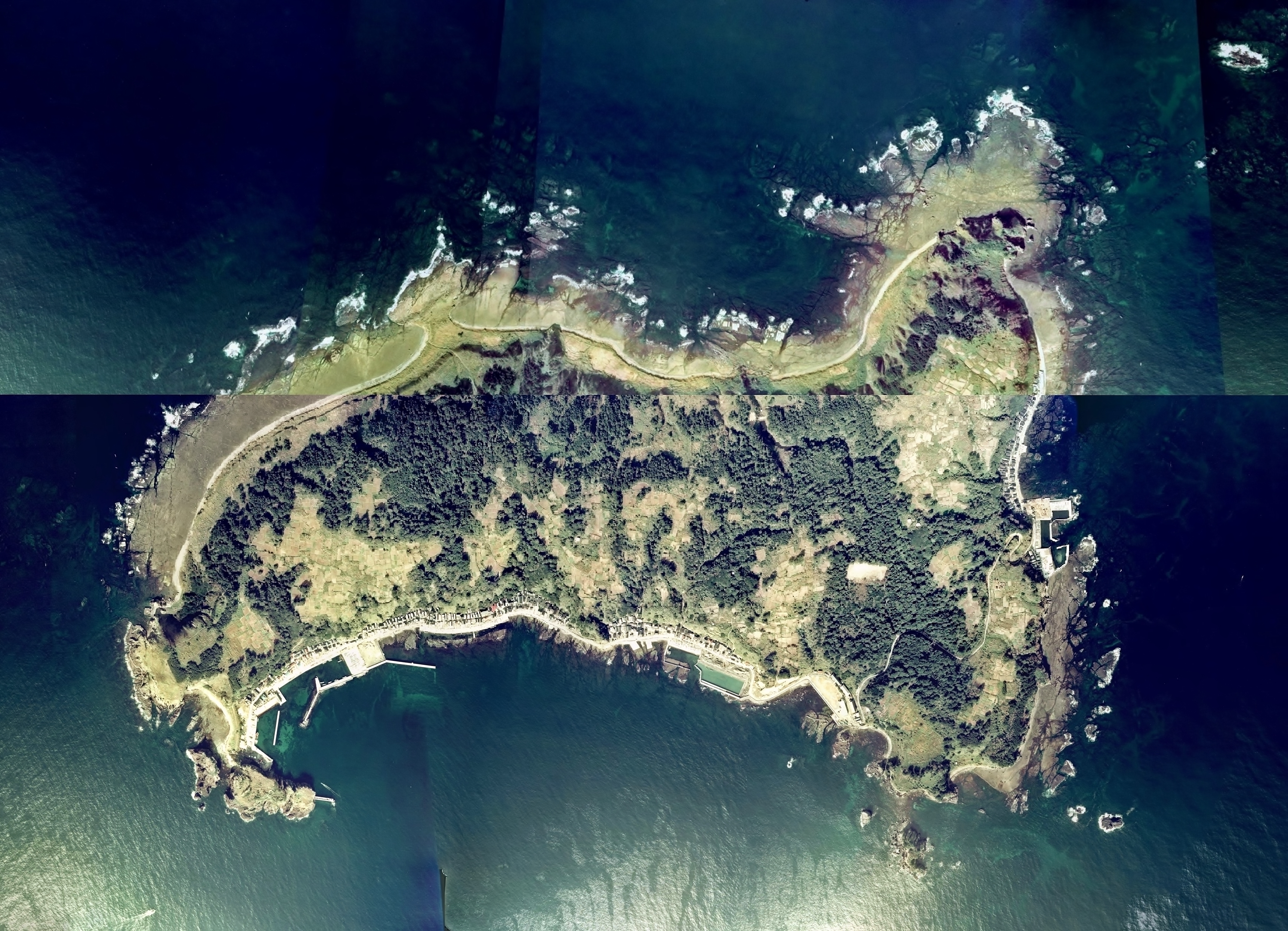
飛島

飛島（日语：／ Tobishima）是位於日本山形縣日本海海域中的一個島嶼。在行政區劃上屬於屬於山形縣酒田市。

## 地理
飛島面積2.7平方公里，周長10.2公里。島上最高點是高森山，標高68米。飛島位於酒田港西北39公里海域處，是山形縣唯一一個有人居住的島嶼。島上有三座村莊，分別是東部的勝浦、中村和北側的法木。在地圖上，飛島和新潟縣粟島、佐渡島位於一條直線上，自古以來這三座島嶼之間就有交流。雖然在行政區劃上飛島屬於山形縣。但比起山形縣，飛島和秋田縣之間的距離更近。
2015年3月31日時，飛島共有人口226人，其中67%是高齡人口。

## 外部連結
- 飛島 — 酒田市